# Inhibidor de la proteïna quinasa
Un inhibidor de proteïna quinasa (PKI) és un tipus d'inhibidor enzimàtic que bloqueja l'acció d'una o més proteïnes cinases. Les proteïnes quinases són enzims que fosforilen (afegeixen un grup fosfat o PO4) a una proteïna i poden modular la seva funció.
Els grups fosfat s'afegeixen generalment als aminoàcids serina, treonina o tirosina de la proteïna. La majoria de les cinases actuen tant sobre la serina com sobre la treonina, les tirosina cinases actuen sobre la tirosina i una sèrie (cinases de doble especificitat) actuen sobre les tres. També hi ha proteïnes cinases que fosforilen altres aminoàcids, incloses les histidina cinases que fosforilen els residus d'histidina.
La fosforilació regula molts processos biològics i els inhibidors de la proteïna cinasa es poden utilitzar per tractar malalties degudes a proteïnes cinases hiperactives (incloses les cinases mutants o sobreexpressades en càncer) o per modular les funcions cel·lulars per superar altres factors de malaltia.

## Ús clínic
Els inhibidors de la cinasa com el dasatinib s'utilitzen sovint en el tractament del càncer i la inflamació.
Alguns dels inhibidors de la cinasa utilitzats en el tractament del càncer són inhibidors de les tirosina cinases. L'eficàcia dels inhibidors de la cinasa en diversos càncers pot variar d'un pacient a un altre.

## Exemples
Hi ha diversos fàrmacs llançats o en desenvolupament que tenen com a objectiu les proteïnes quinases i els receptors que les activen:
| Nom          | Objectiu                          | Companyia                           | Classe              | Aprovació FDA |
| ------------ | --------------------------------- | ----------------------------------- | ------------------- | ------------- |
| Adavosertib  | WEE1                              | AstraZeneca                         | Molècula petita     | no encara     |
| Afatinib     | EGFR/ErbB2                        | Boehringer Ingelheim                | Molècula petita     | 2013          |
| Axitinib     | VEGFR1/VEGFR2/VEGFR3/PDGFRB/c-KIT | Pfizer                              | Molècula petita     | 2012          |
| Bosutinib    | Bcr-Abl / SRC                     | Pfizer                              | Molècula petita     | 2012          |
| Cetuximab    | EGFR                              | Imclone / BMS                       | Monoclonal antibody | 2006          |
| Cobimetinib  | MEK                               | Exelixis / Genentech-Roche          | Molècula petita     | 2015          |
| Crizotinib   | ALK/Met                           | Pfizer                              | Molècula petita     | 2011          |
| Cabozantinib | RET/MET/VEGFR2                    | Exelixis                            | Molècula petita     | 2012          |
| Dacomitinib  | EGFR/ErbB2/ErbB4                  | Pfizer                              | Molècula petita     | 2018          |
| Dasatinib    | multiple targets                  | BMS                                 | Molècula petita     | 2006          |
| Entrectinib  | TrkA/TrkB/TrkC/ROS1/ALK           | Ignyta                              | Molècula petita     | 2012          |
| Erdafitinib  | FGFR                              | Janssen                             | Molècula petita     | 2018          |
| Erlotinib    | EGFR                              | Genentech                           | Molècula petita     | 2004          |
| Fostamatinib | Syk                               | Rigel Pharmaceuticals / AstraZeneca | Molècula petita     | no encara     |
| Gefitinib    | EGFR                              | AstraZeneca                         | Molècula petita     | 2003          |
| Ibrutinib    | BTK                               | Pharmacyclics                       | Molècula petita     | 2013          |
| Imatinib     | Bcr-Abl                           | Novartis                            | Molècula petita     | 2001          |
| Lapatinib    | EGFR/ErbB2                        | GSK                                 | Molècula petita     | 2007          |
| Lenvatinib   | VEGFR2                            | Eisai Co.                           | Molècula petita     | 2015          |
| Mubritinib   | ?                                 | Takeda                              | Molècula petita     | no encara     |
| Nilotinib    | Bcr-Abl                           | Novartis                            | Molècula petita     | 2007          |
| Pazopanib    | VEGFR2/PDGFR/c-kit                | GlaxoSmithKline                     | Molècula petita     | 2009          |
| Pegaptanib   | VEGF                              | OSI/ Pfizer                         | RNA Aptamer         | 2004          |
| Ruxolitinib  | JAK                               | Incyte                              | Molècula petita     | 2011          |
| Sorafenib    | multiple targets                  | Onyx / Bayer                        | Molècula petita     | 2005          |
| Sunitinib    | multiple targets                  | SUGEN / Pfizer                      | Molècula petita     | 2006          |
| SU6656       | Src, others                       | SUGEN                               | Molècula petita     | no aprovat    |
| Tucatinib    | HER2                              | Seattle Genetics                    | Molècula petita     | 2020          |
| Vandetanib   | RET/VEGFR/EGFR                    | AstraZeneca                         | Molècula petita     | 2011          |
| Vemurafenib  | BRAF                              | Roche                               | Molècula petita     | 2011          |